# Callobius arizonicus
Callobius arizonicus là một loài nhện trong họ Amaurobiidae.
Loài này thuộc chi Callobius. Callobius arizonicus được Ralph Vary Chamberlin & Wilton Ivie miêu tả năm 1947.